# Rettori dell'Università di Breslavia
Lista dei rettori della Università di Breslavia dal 1811 al 1945, anno nel quale l'università tedesca di Breslavia (Università e Politecnico) divenne un'università statale polacca e centro di ricerca.
| Nome                                                 | inizio | fine |
| ---------------------------------------------------- | ------ | ---- |
| Carl August Wilhelm Berends (1754-1826)              | 1811   | 1812 |
| Johann Christian Wilhelm Augusti (1772-1841)         | 1812   | 1814 |
| Heinrich Friedrich Link (1767-1851)                  | 1814   | 1815 |
| Anton Jungnitz (1764-1831)                           | 1815   | 1816 |
| Ernst Daniel August Bartels (1774-1838)              | 1816   | 1817 |
| Ludwig Gottfried Madihn (1748-1834)                  | 1817   | 1818 |
| Friedrich von Raumer (1781-1873)                     | 1818   | 1819 |
| Thaddäus Anton Dereser (1757-1827)                   | 1819   | 1820 |
| Karl August Dominikus Unterholzner (1787-1838)       | 1820   | 1821 |
| Henrich Steffens (1773-1845)                         | 1821   | 1822 |
| Hinrich Middeldorpf (1788-1861)                      | 1822   | 1823 |
| Johann Wendt (1777-1845)                             | 1823   | 1824 |
| August Wilhelm Förster (1790-1826)                   | 1824   | 1825 |
| Friedrich Benedict Weber (1774-1848)                 | 1825   | 1826 |
| David Schulz (1779-1854)                             | 1826   | 1827 |
| Ludolph Christian Treviranus (1779-1864)             | 1827   | 1828 |
| Johann Ludwig Christian Carl Gravenhorst (1777-1857) | 1828   | 1829 |
| Henrich Steffens (1773-1845)                         | 1829   | 1830 |
| Ludwig Wachler (1767-1838)                           | 1830   | 1831 |
| Philipp Eduard Huschke (1801-1886)                   | 1831   | 1832 |
| David Schulz (1779-1854)                             | 1832   | 1833 |
| Karl Ernst Christoph Schneider (1786-1856)           | 1833   | 1834 |
| Karl August Dominikus Unterholzner (1787-1838)       | 1834   | 1835 |
| Joseph Ignaz Ritter (1787-1857)                      | 1835   | 1836 |
| Georg Heinrich Bernstein (1787-1860)                 | 1836   | 1837 |
| Julius Friedrich Heinrich Abegg (1796-1868)          | 1837   | 1838 |
| Adolph Wilhelm Otto (1786-1845)                      | 1838   | 1839 |
| August Hahn (1792-1863)                              | 1839   | 1840 |
| Ernst Theodor Gaupp (1796-1859)                      | 1840   | 1841 |
| Peter Joseph Elvenich (1796-1886)                    | 1841   | 1842 |
| Traugott Wilhelm Gustav Benedict (1785-1862)         | 1842   | 1843 |
| Friedrich von Raumer (1781-1873)                     | 1842   | 1843 |
| Michael Eduard Regenbrecht (1792-1849)               | 1843   | 1844 |
| Friedrich Pohl (1768-1850)                           | 1844   | 1845 |
| Philipp Eduard Huschke (1801-1881)                   | 1845   | 1846 |
| Heinrich Göppert (1800-1884)                         | 1846   | 1847 |
| Karl Ernst Christoph Schneider (1786-1856)           | 1847   | 1848 |
| Ernst Eduard Kummer (1810-1893)                      | 1848   | 1849 |
| Julius Ambrosch (1804-1856)                          | 1849   | 1850 |
| Hans Karl Barkow (1798-1873)                         | 1850   | 1851 |
| Eduard Baltzer (1814-1887)                           | 1851   | 1852 |
| August Wilhelm Henschel (1790-1856)                  | 1852   | 1853 |
| Julius Friedrich Heinrich Abegg (1796-1869)          | 1853   | 1854 |
| Christlieb Julius Braniss (1792-1873)                | 1854   | 1855 |
| Julius Wilhelm Betschler (1796-1865)                 | 1855   | 1856 |
| Carl Löwig (1803-1890)                               | 1856   | 1857 |
| Peter Joseph Elvenich (1796-1886)                    | 1857   | 1858 |
| Friedrich Haase (1808-1867)                          | 1858   | 1859 |
| Josef Friedlieb (1810-1890)                          | 1859   | 1860 |
| Christlieb Julius Braniss (1792-1873)                | 1860   | 1861 |
| Karl Gottlob Semisch (1810-1888)                     | 1861   | 1862 |
| Adolf Friedrich Stenzler (1807-1887)                 | 1862   | 1863 |
| Adolf Eduard Grube (1810-1880)                       | 1863   | 1864 |
| Ferdinand von Roemer (1818-1891)                     | 1864   | 1865 |
| Joseph Hubert Reinkens (1821-1896)                   | 1865   | 1866 |
| August Rossbach (1823-1898)                          | 1866   | 1867 |
| Richard Roepell (1808-1893)                          | 1867   | 1868 |
| Julius Ferdinand Räbiger (1811-1891)                 | 1868   | 1869 |
| Otto Stobbe (1831-1887)                              | 1869   | 1871 |
| Heinrich Haeser (1811-1885)                          | 1871   | 1872 |
| Rudolf Heidenhain (1834-1897)                        | 1872   | 1873 |
| Hermann von Schulze-Gävernitz (1824-1888)            | 1873   | 1874 |
| Heinrich Eduard Schröter (1829-1892)                 | 1874   | 1875 |
| Johann Gottfried Galle (1812-1910)                   | 1875   | 1876 |
| Martin Hertz (1818-1895)                             | 1876   | 1877 |
| Carl Ludwig von Bar (1836-1913)                      | 1877   | 1878 |
| Otto Spiegelberg (1830-1881)                         | 1878   | 1879 |
| Karl Weinhold (1823-1901)                            | 1879   | 1880 |
| Hermann Schwanert (1823-1886)                        | 1880   | 1881 |
| Anton Biermer (1827-1892)                            | 1881   | 1882 |
| Otto von Gierke (1841-1921)                          | 1882   | 1883 |
| Richard Roepell (1808-1893)                          | 1883   | 1884 |
| Richard Förster (1825-1902)                          | 1884   | 1885 |
| Hermann Seuffert (1836-1902)                         | 1885   | 1886 |
| Anton Schneider (1831-1890)                          | 1886   | 1887 |
| Heinrich Fritsch (1844-1915)                         | 1887   | 1888 |
| Theodor Poleck (1821-1906)                           | 1888   | 1889 |
| Ferdinand Probst (1816-1899)                         | 1889   | 1890 |
| Siegfried Brie (1838-1931)                           | 1890   | 1891 |
| Hermann Friedrich Schmidt (?-1893)                   | 1891   | 1892 |
| Emil Ponfick (1844-1913)                             | 1892   | 1893 |
| Wladyslaw Nehring (1830-1909)                        | 1893   | 1894 |
| Oskar Emil Meyer (1834-1909)                         | 1894   | 1895 |
| Felix Dahn (1834-1912)                               | 1895   | 1896 |
| Rudolf Kittel (1853-1929)                            | 1896   | 1897 |
| Richard Foerster (1843-1922)                         | 1897   | 1898 |
| Artur Koenig (1843-1921)                             | 1898   | 1899 |
| Joseph Partsch (1851-1925)                           | 1899   | 1900 |
| Carl Flügge (1847-1923)                              | 1900   | 1901 |
| Alfred Hillebrandt (1853-1927)                       | 1901   | 1902 |
| Rudolf Leonhard (1851-1921)                          | 1902   | 1903 |
| Jacob Rosanes (1842-1922)                            | 1903   | 1904 |
| Gustav Kawerau (1847-1918)                           | 1904   | 1905 |
| Georg Kaufmann (1842-1929)                           | 1905   | 1906 |
| Max Sdralek (1855-1913)                              | 1906   | 1907 |
| Carl Appel (1857-1934)                               | 1907   | 1908 |
| Wilhelm Uhthoff (1853-1927)                          | 1908   | 1909 |
| Otto Fischer (1853-1929)                             | 1909   | 1910 |
| Alfred Hillebrandt (1853-1927)                       | 1910   | 1911 |

## Friedrich-Wilhelms-Universität Breslau (1911-1945)
| Name                            | von  | bis  |
| ------------------------------- | ---- | ---- |
| Adolf Kneser (1862-1930)        | 1911 | 1912 |
| Franklin Arnold (1853-1927)     | 1912 | 1913 |
| Ferdinand Albin Pax (1858-1942) | 1913 | 1914 |
| Otto Küstner (1849-1931)        | 1914 | 1915 |
| Joseph Pohle (1852-1922)        | 1915 | 1916 |
| Willy Kükenthal (1861-1922)     | 1916 | 1917 |
| Richard Schott (1872-1934)      | 1917 | 1918 |
| Max Koch (1855-1931)            | 1918 | 1919 |
| Richard Pfeiffer (1858-1945)    | 1919 | 1920 |
| Alfred Gercke (1860-1922)       | 1920 | 1921 |
| Erich Schaeder (1861-1936)      | 1921 | 1922 |
| Wilhelm Kroll (1869-1939)       | 1922 | 1923 |
| Johannes Nikel (1863-1924)      | 1923 | 1924 |
| Johannes Ziekursch (1876-1945)  | 1924 | 1925 |
| Alfred Manigk (1873-1942)       | 1925 | 1926 |
| Ernst Kornemann (1868-1946)     | 1926 | 1927 |
| Robert Wollenberg (1862-1942)   | 1927 | 1928 |
| Paul Ehrenberg (1875-1956)      | 1928 | 1930 |
| Ernst Lohmeyer (1890-1946)      | 1930 | 1931 |
| Bernhard Poschmann (1878-1955)  | 1931 | 1932 |
| Carl Brockelmann (1868-1956)    | 1932 | 1933 |
| Hans Helfritz (1877-1958)       | 1933 | 1934 |
| Gustav Adolf Walz (1897-1948)   | 1934 | 1938 |
| Richard Wagner (1893-1970)      | 1938 | 1939 |
| Martin Staemmler (1890-1974)    | 1939 | 1943 |
| Heinrich Henkel (1903-1981)     | 1943 | 1945 |